# Живые и мёртвые (телесериал)
«Живы́е и мёртвые» (англ. The Living and the Dead) — британский сверхъестественно-драматический телесериал, созданный Эшли Фароа и Мэттью Грэмом. В центре сюжета находится Нейтан Эпплби (Колин Морган), владелец фермы, где, по слухам, происходят сверхъестественные события.

## Актёры и персонажи

### Основной состав
- Колин Морган[2] в роли Нейтана Эпплби
- Шарлотта Спенсер[2] в роли Шарлотты Эпплби
- Николас Вудесон в роли преподобного Мэттью Деннинга

### Второстепенный состав
- Исаак Эндрюс[3] в роли Чарли Тэтчера
- Элизабет Беррингтон в роли Мод Хэр
- Сара Коунселл[4] в роли Лиззи Меррифилд
- Роберт Эммс[5] в роли Питера Хэра
- Эмбер Ферни в роли Батшебы Тэтчер
- Джоэл Гиллман[6] в роли Джека Лэнгтри
- Таллула Хэддон в роли Харриет Деннинг
- Кэрри Хейес в роли Гвен Пирс
- Лиам Макмэхон[7] в роли Тинкера
- Дэвид Оукс[8] в роли Уильяма Пэйна
- Марианна Олдхэм[9] в роли Мэри Деннинг
- Гарри Пикок[10] в роли Смита
- Хлоя Пирри в роли Лары
- Пуки Куэснел[11] в роли Агнес Тэтчер
- Малкольм Сторри[12] в роли Гидеона Лэнгтри
- Стив Орам[13] в роли Джона Робака

## Производство

### Разработка
Режиссёрами сериала являются Элис Тротон и Сэм Донован.

### Кастинг
5 июня 2015 года было объявлено, что Колин Морган и Шарлотта Спенсер получили ведущие роли в проекте.

### Съёмки
Съёмки «Живых и мёртвых» базировалось на студии The Bottle Yard в Бристоле, Англия .
Подготовка к съёмкам шестисерийного сериала BBC One стартовали 29 июля 2015 года, а основной съёмочный процесс начался в Уэст-Кантри 3 августа 2015 года, за которым 7 августа того же года последовало официальное заявление по поводу сериала. Съёмки завершились 18 декабря 2015 года.
12 августа 2016 года BBC официально заявил, что сериал не будет продлён на второй сезон.

### Музыка
Бристольский дуэт Startled Insects написал музыку к сериалу. В первой серии звучит традиционная песня "She Moved Through the Fair", которую исполнила Элизабет Фрейзер из Cocteau Twins и Massive Attack, а также англиканский гимн "Immortal, Invisible, God Only Wise" на похоронах пахаря. Другой часто повторяющейся песней в сериале является "The Reaper's Ghost", которую написал Ричард Дайер-Беннет в 1935 году.